# سریک کوناکبایف
سریک کوناکبایف (قزاقی: Серік Керімбекұлы Қонақбаев؛ زادهٔ ۲۵ اکتبر ۱۹۵۹) بوکسور اهل اتحاد جماهیر شوروی سوسیالیستی است.